# Der Wehrwolf

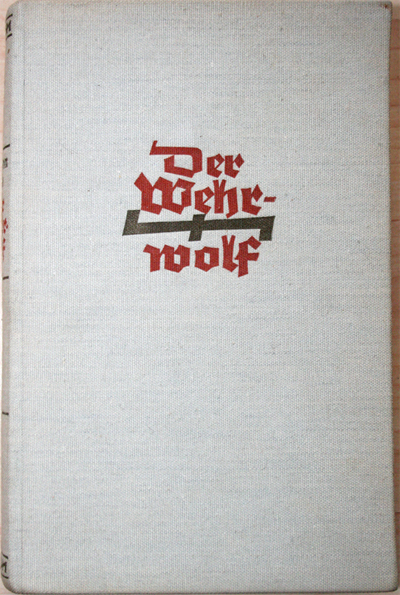
Buchdeckel aus dem Jahre 1939 mit Wolfsangel

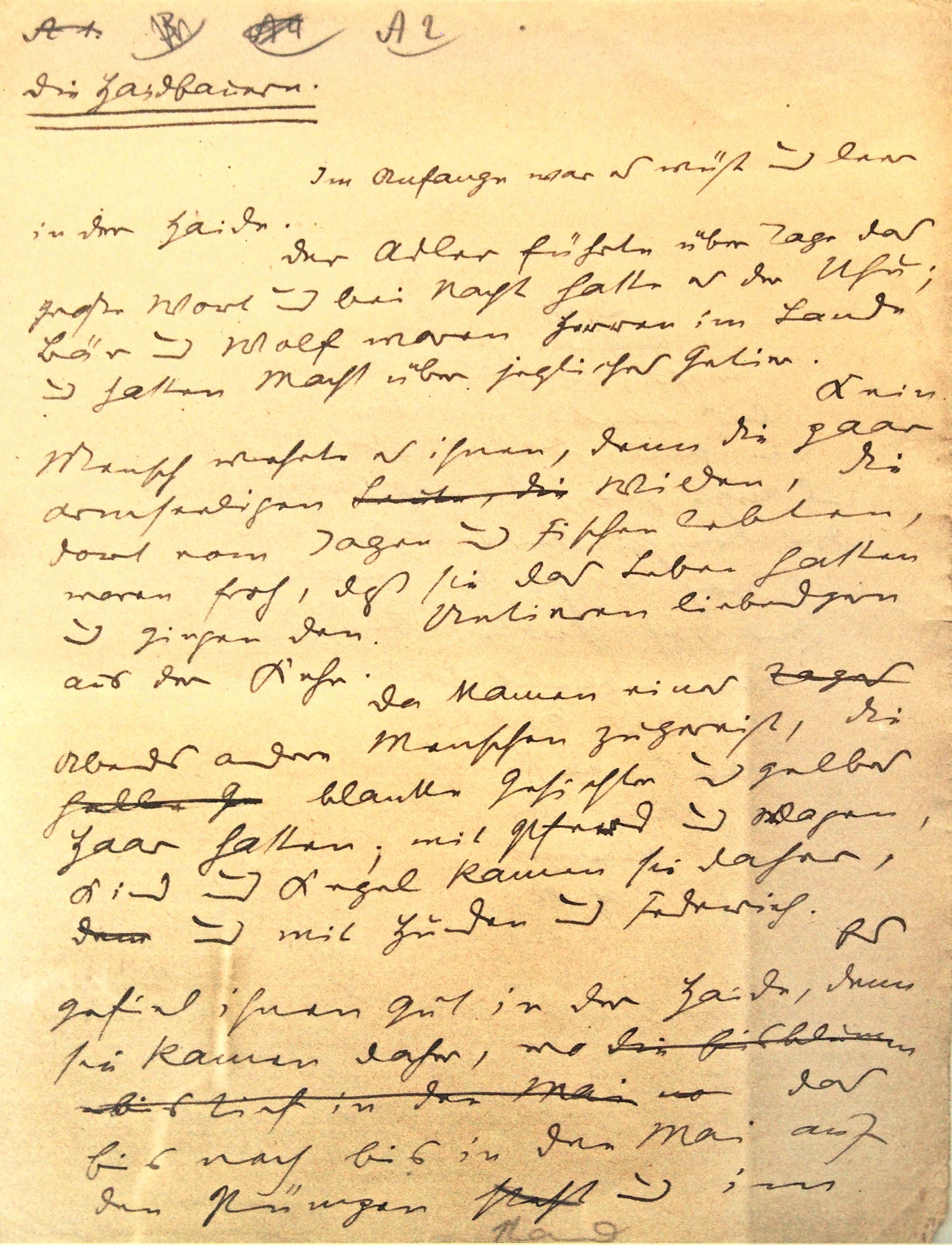
Faksimile seiner Handschrift. Beginn des ersten Kapitels „Die Haidbauern“

Der Wehrwolf ist ein Roman von Hermann Löns aus dem Jahr 1910; er erzählt, wie eine Schar übel heimgesuchter Bauern sich während des Dreißigjährigen Krieges blutig und gnadenlos gegen marodierende Feinde verteidigt.

## Handlung
Der Krieg verheert das Land, und besonders die wehrlosen Bauern haben darunter zu leiden. Harm Wulf verliert seine Familie bereits in den ersten Jahren. Darüber wird er zum sich wehrenden Wulf, zum Wehr-Wulf, der erbarmungslos Landstreicher, Marodeure und alles Kriegsvolk umbringt, das sich in den Bruch wagt. Dort haben sich die Heidebauern in einer alten Wallburg einen befestigten Rückzugsort eingerichtet. Als historisches Vorbild diente Löns dabei der frühmittelalterliche Ringwall von Burg bei Altencelle.
Harm Wulf findet für seine Verteidigungshandlungen Gesinnungsgenossen, die es ihm gleichtun. Dreimal elf Männer gründen schließlich den Bund der Wehrwölfe, und dem Beispiel folgen immer weitere, bis schließlich bei elf mal elf Männern die offizielle Anwerbung beendet ist.
Harm ist ein alter Mann, als Frieden einkehrt. Ihm ist das von seinen Vorfahren geerbte Lachen vergangen, und seine Nachkommen erben diese Ernsthaftigkeit.

## Anmerkungen

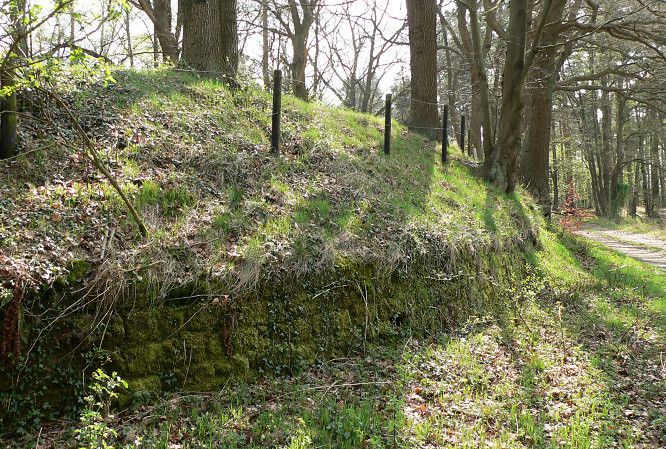
Handlungsort Ringwall von Burg